# Wyeomyia luteoventralis
Wyeomyia luteoventralis är en tvåvingeart som beskrevs av Theobald 1901. Wyeomyia luteoventralis ingår i släktet Wyeomyia och familjen stickmyggor. Inga underarter finns listade i Catalogue of Life.